# أخلاقيات الطب اليهودي
أخلاقيات الطب اليهودي هي نهج علمي وسريري حديث لأخلاقيات الطب يعتمد على الفكر والتعاليم اليهودية. كان الحاخام إيمانويل جاكوبوفيتس رائداً في الخمسينيات من القرن الماضي، وتتركز أخلاقيات مهنة الطب اليهودي بشكل أساسي حول الأخلاقيات التطبيقية التي تعتمد على القانون الحاخامي التقليدي (هالاخاه). بالإضافة إلى ذلك، بدأ العلماء في فحص الأسئلة النظرية والمنهجية، في حين تم توسيع المجال نفسه ليشمل أخلاقيات البيولوجيا والنهج غير الشرعي.

## القضايا الرئيسية
في سنواتها الأولى، تناولت الأخلاقيات الطبية اليهودية مجموعة من المعضلات الأخلاقية، بالإضافة إلى أسئلة عامة حول الأخلاقيات المهنية للأطباء. وشملت القضايا الرئيسية الإجهاض، والتلقيح الاصطناعي، والموت الدماغي، والجراحة التجميلية، والقتل الرحيم، والفحص الجيني، والعمليات الطبية الخطرة، والختان، وشفط الفم في الختان (بريت ميلاه), والتبرع بالأعضاء، والرعاية النفسية، وتدخين السجائر. في السنوات الأخيرة، فحصت أخلاقيات علم الأحياء اليهودية مسائل التكنولوجيا الطبية، وتخصيص الموارد الطبية، وفلسفة الأخلاق اليهودية.

## تاريخ
في القرن ال19 علم اليهودية والعلماء مثل يوليوس بريوس درس تلمودي النهج للطب. كان الحاخام إيمانويل جاكوبوفيتس شخصية بارزة في أخلاقيات الطب اليهودي في القرن العشرين ورائدًا في أخلاقيات علم الأحياء الدينية. كان تخصصه هو التفاعل بين أخلاقيات الطب والهالاخاه. بفضل تدريبه الأكاديمي في أيرلندا، اقترب الحاخام ياكوبوفيتس من مجلده الشامل، أخلاقيات الطب اليهودي، في ضوء أخلاقيات الطب الكاثوليكية، والتي غالبًا ما يقارن بها الأخلاق اليهودية. سواء أكانوا يطورون أو يجادلون في تحليله، فقد استخدم علماء أخلاقيات علم الأحياء اليهود اللاحقون عمله في الإجهاض، والقتل الرحيم، وتاريخ الأخلاق الطبية اليهودية، والرعاية التلطيفية، وعلاج المرضى، والواجبات المهنية. وبالمثل، يُنسب إليه الفضل في الترويج للادعاء بأن اليهودية تدعم قدسية الحياة شبه المطلقة.
في سنواتها الأولى، كانت الأخلاقيات الطبية اليهودية في الغالب أخلاقيات تطبيقية. الأرثوذكسية شملت رواد الحاخامات والعلماء ديفيد بليش، فريد روزنر، ابراهام شتاينبرغ، شاول J. بيرمان، موشيه دايفيد تيندلر، فضلا عن السلطات الحاخامية الكبرى، مثل شلومو زلمان أورباخ، موشيه فاينشتاين وإلييزر والدنبيرغ. كان من بين رواد حركة الإصلاح سليمان فريهوف، ثم شارك في وقت لاحق والتر جاكوب وموشيه زيمر. ومن بين رواد الأخلاقيات الطبية في حركة المحافظين الحاخامات إليوت دورف، وديفيد فيلدمان، وآرون ماكلير، وجويل روث، وأفرام ريزنر، في حين تضمنت الشخصيات الحديثة ليونارد شارزر. ومن بين أولئك الذين يتوجهون إلى أخلاقيات البيولوجيا، من بين كبار المفكرين دانيال سينكلير ونوام زوهار. كان الدكتور مارك ج. بوزنانسكي، عضوًا في وسام كندا، صوتًا رائدًا في قضايا التجارب البشرية والحيوانية.
من الناحية التنظيمية، نمت أخلاقيات مهنة الطب وأخلاقيات علم الأحياء اليهودية، خاصة في الولايات المتحدة وإسرائيل. تشمل المجلات المخصصة لأخلاقيات الطب مجلة «آسيا» للأخلاق اليهودية ومجلة الهالاخا. ترجم البروفيسور فريد روزنر موسوعة آفراهام شتاينبرغ المكونة من 7 مجلدات إلى اللغة العبرية Hilchatit Refuit إلى الإنجليزية على أنها موسوعة الأخلاق الطبية اليهودية.
في إسرائيل، حيث يوجد العديد من المعاهد التعليمية المخصصة لأخلاقيات الطب اليهودي، تعمل العديد من المستشفيات بشكل وثيق مع علماء الأخلاق الإكلينيكي اليهود. كانت الأخلاقيات الطبية والأخلاقيات الحيوية اليهودية موضوع العديد من المؤتمرات العلمية وورش العمل التعليمية والمحاضرات، بما في ذلك «المؤتمر الدولي حول أخلاقيات الطب اليهودي». تقوم منظمات مثل معهد الدكتور فالك شليزنجر لأبحاث الطب الشرعي في المركز الطبي شعاري تسيديك في القدس، ومعهد رور للتعلم اليهودي بتدريس دروس حول الأخلاقيات الطبية اليهودية للمهنيين والطلاب.

## فهرس
- Avraham، AS Lev Avraham: Hilchot Refuah le-Kholeh v'le-meshamesh, Jerusalem: Feldheim Publishers، 1976
- _________. نشمت أفراهام، هيلشوت شوليم، روفيم ورفوح القدس: معهد شليزنجر، 1983-2000. ملاحظة: هذا منشور تقنيني عن الهلاخة المتعلقة بأخلاقيات مهنة الطب.
- بليش، ج. ديفيد. 1981. اليهودية والشفاء . نيويورك: كتاف.
- آرون براند. «القسم الطبي والطب الوقائي», كوروث، 7, لا. 3-4, ديسمبر 1976
- اليهودية المحافظة . 2002. المجلد. 54 (3). يحتوي على مجموعة من ستة مقالات عن أخلاقيات علم الأحياء.
- إليوت دورف. 1998. مسائل الحياة والموت: نهج يهودي لأخلاقيات الطب الحديث . فيلادلفيا: جمعية النشر اليهودية.
- ايزنبرغ، دانيال. (مقالات مختلفة)
- ديفيد فيلدمان. 1974. العلاقات الزوجية، تحديد النسل، والإجهاض في القانون اليهودي . نيويورك: كتب شوكن.
- فريدمان، ب. 1999. الواجب والشفاء: أسس أخلاقيات بيولوجية يهودية . نيويورك: روتليدج.
- Guggenheim، R. Leupin، L. Nordmann Y. and Patcas، R. (ed.) 2010. قيمة الحياة البشرية - وجهات نظر معاصرة في الأخلاق الطبية اليهودية, دار نشر فيلدهايم.
- هالبرين، مردخاي. «معالم في الأخلاق الطبية اليهودية في الأدب الطبي الهالاخي في إسرائيل، 1948-1998» نسخة على الإنترنت
- جاكوبوفيتس, إيمانويل. 1959. الأخلاق الطبية اليهودية . نيويورك: بلوخ للنشر.
- كاتسنلسون، ي.هلمود وحكمات هرفاعة . برلين: مطبعة حاييم، 1928
- ماكلير، آرون ل., أد. 2000. مسؤوليات الحياة والموت في الأخلاق الطبية الحيوية اليهودية . JTS.
- مايباوم، م. 1986. «أخلاقيات طبية يهودية» تقدمية «: ملاحظات لجدول الأعمال». مجلة الإصلاح اليهودي 33 (3): 27-33.
- موشيه بيرلمان. مدراش هرفوع, تل أبيب: دفير 1926-1934
- بريوس، يوليوس. Biblisch-Talmudische Medizin
- روزنر، فريد. 1986. الطب الحديث والأخلاق اليهودية . نيويورك: مطبعة جامعة يشيفا.
- بايرون شيروين . 2004. Golems بيننا: كيف يمكن لأسطورة يهودية أن تساعدنا في الإبحار في قرن التكنولوجيا الحيوية
- سنكلير، دانيال . 1989. التقليد والثورة البيولوجية: تطبيق القانون اليهودي على علاج المرضى المصابين بأمراض خطيرة
- _________. قانون الطب الحيوي اليهودي. أكسفورد
- زوهار، نعوم ج. 1997. بدائل في أخلاقيات علم الأحياء اليهودية . ألباني: مطبعة جامعة ولاية نيويورك.
- زولوث لوري. 1999. الرعاية الصحية وأخلاقيات اللقاء: مناقشة يهودية للعدالة الاجتماعية. جامعة. من مطبعة نورث كارولينا.
- آسيا, مجلة عبرية عن أخلاقيات مهنة الطب اليهودي. التحديدات الإنجليزية متوفرة.
- موسوعة الأخلاق الطبية اليهودية بواسطة ابراهام شتاينبرغ.

## روابط خارجية
- رابطة العلماء اليهود الأرثوذكس، معلومات الهالاخاه الطبية
- معهد الدكتور فالك شليزنجر للأخلاقيات الطبية اليهودية وأبحاث الهالاخا، ومركز شعاري تسيديك الطبي، وموقع القدس الإلكتروني وببليوغرافيا بالمقالات والمجلات الصحفية
- مركز معلومات المرأة على الإنترنت التابع لنشمات, بشكل أساسي حول ممارسات نقاء الأسرة
- جمعية الأخلاقيات الطبية للطلاب بجامعة يشيفا
- المؤتمر الدولي حول الأخلاقيات الطبية اليهودية, 25-28 مايو 2017 في شتاين أم راين، سويسرا، حول الطب التناسلي في ضوء الأخلاقيات الطبية اليهودية، بما في ذلك موضوعات مثل تقنيات الإنجاب المساعدة، والتشخيص السابق للزراعة والحفاظ على الخصوبة.
- مركز جنوب فلوريدا للأخلاق اليهودية
- دورة عبر الإنترنت (عبري) في أخلاقيات الطب اليهودي
- معهد نيو إنجلاند للدراسات اليهودية، ندوات حول الأخلاقيات الطبية